# Joachim (Giosanu)
Joachim, imię świeckie Ilie Giosanu (ur. 29 marca 1954 w Stănițy) – rumuński biskup prawosławny.

## Życiorys
Życie monastyczne rozpoczął w wieku szesnastu lat, wstępując jako posłusznik do monasteru Sihăstria. W latach 1970–1975 ukończył seminarium duchowne im. Beniamina (Costache) przy monasterze Neamț. W 1975 musiał opuścić klasztor, by odbyć roczną obowiązkową służbę wojskową. Po jej zakończeniu rozpoczął studia teologiczne w Instytucie Teologicznym w Bukareszcie, które ukończył w 1980. W tym samym roku złożył wieczyste śluby mnisze w monasterze Bistrița.
1 marca 1981 został wyświęcony na hierodiakona przez metropolitę Mołdawii i Suczawy Teoktysta, który rok później nadał mu godność archidiakona. W 1985 został przeniesiony z monasteru Bistrița do służby w soborze katedralnym w Jassach, gdzie był pierwszym archidiakonem, jak również ekonomem metropolii i publicystą jej oficjalnego organu prasowego. W 1990 został sekretarzem metropolii. 30 grudnia tego samego roku metropolita Mołdawii i Suczawy Daniel wyświęcił go na hieromnicha.
W 1994 ukończył trzyletnie studia doktoranckie w Instytucie św. Sergiusza z Radoneża w Paryżu, w trakcie których zdobył również biegłą znajomość języka francuskiego. Swoją pracę doktorską poświęcił nauczaniu ks. Dumitru Stăniloae o przebóstwieniu. Cztery lata później otrzymał godność archimandryty. W 1998, dzięki rekomendacji arcybiskupa Romanu Eutymiusza, został nominowany na wikariusza tejże eparchii z tytułem biskupa Bacău. Jego chirotonia biskupia odbyła się 1 maja 2000. Czternaście lat później został ordynariuszem tejże eparchii z godnością arcybiskupa.
Autor żywotów świętych, akafistów i tekstów nabożeństw do świętych.